# Sthenias partealbicollis
Sthenias partealbicollis là một loài bọ cánh cứng trong họ Cerambycidae.